# 오사카 아동 방치 살해 사건
오사카 아동 방치 살해 사건(일본어: 大阪2児餓死事件)은 2010년 7월 30일, 오사카부 오사카시 니시구의 한 맨션에서 벌어진 아동 학대 사건으로, 친모가 2명의 자녀를 육아 포기하고 굶어 죽게 만든 사건이다.

## 개요
2010년 7월 31일 일본 현지 언론에 따르면, 사쿠라코 양과 가에다군 남매는 2010년 7월 30일 아파트 안에서 굶어 죽어 시신이 일부 부패한 상태로 발견되었다. 아이들의 엄마이자 유흥 업소 종업원인 23세의 시모무라 사나에씨가 지난 2010년 6월 하순, 아이들을 집안에 가두어 둔 채 친구 집에 가 버렸기 때문이다. 음식은 물론, 냉장고에 마실 물조차 남기지 않고 아동을 방임하였던 것으로 보고되어 있다.
지난 2010년 3월, 오사카시에서 운영중인 아동학대 상담전화에는 해당 맨션 내 자택에서 이상한 소리가 들린다는 신고가 3회 들어왔으나, 최종 신고는 같은 해 5월 18일 자로 접수되었다. 오사카시 관계자에 따르면 그날 오후 집을 방문하였다가 울음 소리가 더 이상 들리지 않고 집주인을 만나지 못하게 되자 되돌아간 바 있다.

## 사건 결과
문제의 친모 시모무라 사나에(23) 씨는 사건이 터진 날 당일, 일본 오사카시의 현지 경찰에 의해 체포되었다.

## 그 외
2013년에는 이 사건을 바탕으로 한 영화인 《굿바이 마마》(일본어 원제 : 子宮に沈める)가 개봉되었으며, 오가타 다카오미 감독과 이자와 에미코 주연으로 구성되어 있다. 해당 영화는 수 년동안 부정기적으로 상영되었다. 또한 해당 영화는 아동학대 방지 전국네트워크에서 운영하고 있는 "오렌지 리본 운동"의 추천 영화로도 공인되어 있다.

## 유사 사건
한국에서 일어난 이와 비슷한 사건은 인천 초등학생 형제 방임 및 화재 사건이 있다. 이 사건은 오사카 아동 방치 살해 사건과 거의 비슷하며, 급식을 포기한 대신 라면을 조리하다가 불을 낸 사건이다.

## 같이 보기
- 방임